# برینارد (کالیفرنیا)
برینارد (به انگلیسی: Brainard) یک منطقهٔ مسکونی در ایالات متحده آمریکا است که در شهرستان هامبولت، کالیفرنیا واقع شده‌است. برینارد ۲ متر بالاتر از سطح دریا واقع شده‌است.